# Paraulacizes figurata
Paraulacizes figurata är en insektsart som först beskrevs av Fowler 1898.  Paraulacizes figurata ingår i släktet Paraulacizes och familjen dvärgstritar. Inga underarter finns listade i Catalogue of Life.